# 秋保安治

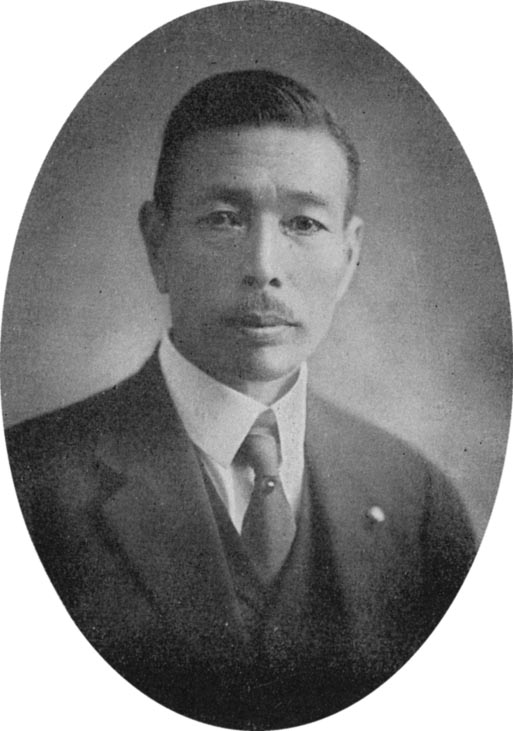
秋保安治

秋保 安治（あきほ やすじ、明治5年4月21日（1872年5月27日） - 昭和17年（1942年）1月9日）は、日本の教育者。東京高等工業学校（のちの東京科学大学）教授兼東京府技師や、文部省督学官、東京科学博物館（のちの国立科学博物館）館長等を務めた。

## 経歴
宮城県仙台市で旧仙台藩士秋保住房の四男として生まれる。宮城県師範学校（のちの宮城教育大学）卒業後、1896年（明治29年）、東京高等工業学校（のちの東京科学大学）附設工業教員養成所木工科を卒業。仙台市徒弟実業学校（のちの仙台市立仙台工業高等学校）教諭を経て、1899年（明治32年）同校長。1900年（明治33年）岩手県実業学校（のちの岩手県立盛岡工業高等学校）教諭。1903年（明治36年）同校長。
1907年（明治41年）に東京府立職工学校校長を務めた。1915年（大正4年）アメリカ合衆国へ出張。1916年（大正5年）東京府技師。1918年（大正7年）には東京高等工業学校教授及び附属工業補習学校主事兼東京府技師に就任した。1920年（大正9年）文部省督学官兼任。1924年（大正13年）東京博物館館長兼任。1931年（昭和6年）東京科学博物館館長。1937年（昭和12年）蔵前工業会理事長。1938年（昭和13年）に退官した。墓所は仙台藩の菩提寺である高輪の東禅寺。

## 親族
三女トミは東海林俊成元陸軍少将の妻。四女アイは本間不二男元京都帝国大学助教授の妻。秋保辰三郎元函館商業会議所書記長は兄。

## 著書
- 『発明及発明家 外国之部』（磯部甲陽堂、1911年） 高橋立吉と共著
- 『発明及発明家 日本之部』（磯部甲陽堂、1911年） 高橋立吉と共著
- 『最近之米国』（日本学術普及会、1917年）
- 『工業教育ト職工養成』（養賢堂、1917年）